# Joseph Häufler
Josef Vincenz Häufler (Bécs, 1810. április 5. - Bécs, 1852. január 15.) osztrák topográfus, történész.

## Élete
Jogot tanult, majd 1835-ben az Udvari Haditanácsban tervező lett, ill. további történeti tanulmányokat folytatott. 1836/1837-ben a világ és osztrák államtörténet-, 1838/1839-ben az éremtan tanára, 1840-1847 között József főherceg oktatója volt. 1847-től az Állami Levéltár munkatársa lett, ahol történeti földrajzzal foglalkozott. 1849-től a Kereskedelmi Minisztérium miniszteri titkára volt.

## Művei
- 1836-1838 Ethnographische Karte Von Europa ...
- 1836-1838 Karte Von Europa Am Schlusse Der Völkerwanderung
- 1839 Kurze Darstellung der nächsten Umgebungen der Kaiser ...
- 1840 Historisches geographisches Tableau des Oesterreichischen Kaiserstaates
- 1846 Sprachenkarte der österreichischen Monarchie sammt erklärender Übersicht der Völker dieses Kaiserstaates, ihrer Sprachstämme und Mundarten, ihrer örtlichen und numerischen Vertheilung. Pest
- Visegrád albuma; magyarázata Häufler J., rajz. és kiad. Szerelmey Miklós; Szerelmey Miklós, Pest, 1847 (hasonmásban: 1986, 2005)
- 1854 Buda-Pest historisch-topographische Skizzen von Ofen und Pest und deren Umgebunge